# ريفر أوكس (تكساس)
ريفر أوكس (بالإنجليزية: River Oaks)‏ هي مدينة أمريكية تقع في ولاية تكساس.تبلغ مساحة هذه المدينة 5.2 (كم²)،ويبلغ عدد سكانها 7427 نسمة حسب إحصاء سنة 2010 م.

## أعلام
- جوني فالنتاين